# Bernard Blier
Bernard Blier (ur. 11 stycznia 1916 w Buenos Aires, zm. 29 marca 1989 w Saint-Cloud) – francuski aktor. Ojciec reżysera Bertranda Bliera.

## Filmografia
- 1938: Hotel du Nord (Hôtel du Nord) jako Prosper Trimault, strażnik śluzy i dawca krwi
- 1939: Brzask (Le jour se lève) jako Gaston, kolega François
- 1947: Kto zabił? (Quai des Orfèvres) jako Maurice Martineau, mąż Jenny Lamour
- 1957: Nędznicy (Les Misérables) jako komisarz Javert
- 1959: Wielka wojna (La grande guerra) jako kapitan Castelli
- 1963: Testament gangstera (Les Tontons flingueurs) jako Raoul Volfoni, menadżer ds. gier hazardowych
- 1964: 100 tysięcy dolarów w słońcu (Cent mille dollars au soleil) jako Mitch−Mitch, kierowca Berlieta TBO 15 6×4 HC Turbo
- 1964: Polowanie na mężczyznę (La chasse a l’homme) jako pan Heurtin
- 1965: Casanova ’70 jako komisarz
- 1965: Wielki pan (Les Bons Vivants lub Un grand seigneur) jako Charles Labergerie
- 1966: Sławna restauracja (Le grand restaurant) jako komisarz dywizji
- 1967: Obcy (Lo straniero) jako obrońca
- 1968: Czy nasi bohaterowie zdołają odszukać przyjaciela zaginionego tajemniczo w Afryce? (Riusciranno i nostri eroi a ritrovare l’amico misteriosamente scomparso in Africa?) jako Ubaldo Palmerini
- 1971: Jo jako inspektor Ducros
- 1972: Tajemniczy blondyn w czarnym bucie (Le grand blond avec une chaussure noire) jako pułkownik Bernard Milan, zastępca szefa tajnych służb
- 1975: Moi przyjaciele (Amici miei) jako Niccolò Righi
- 1981: Miłosna pasja (Passione d’amore) jako major Tarasso
- 1986: Miejmy nadzieję, że to będzie córka (Speriamo che sia femmina) jako wujek Gugo
- 1988: Biesy (Les possédés) jako gubernator

## Nagrody i nominacje
| Rok  | Nagroda            | Kategoria                    | Film                                       | Rezultat  |
| ---- | ------------------ | ---------------------------- | ------------------------------------------ | --------- |
| 1980 | Cezar              | Najlepszy aktor drugoplanowy | Czarna seria (1979)                        | Nominacja |
| 1986 | David di Donatello | Najlepszy aktor drugoplanowy | Miejmy nadzieję, że to będzie córka (1986) | Wygrana   |
| 1989 | Cezar              | Cezar Honorowy               | –                                          | Wygrana   |